# ادندما
ادندما در اریتره است که در gash-barka واقع شده‌است.

## خصوصیات
ادندما ۶۹۶ متر بالاتر از سطح دریا واقع شده‌است.